# Краснополянск
Краснополянск — поселок в Канском районе Красноярского края. Входит в состав Чечеульского сельсовета.

## История
В 1976 г. Указом Президиума ВС РСФСР поселок фермы № 2 совхоза «Красный Маяк» переименован в Краснополянск.

## Население
| 2010 |
| ---- |
| 114  |